# 8×59mmRB 브레다

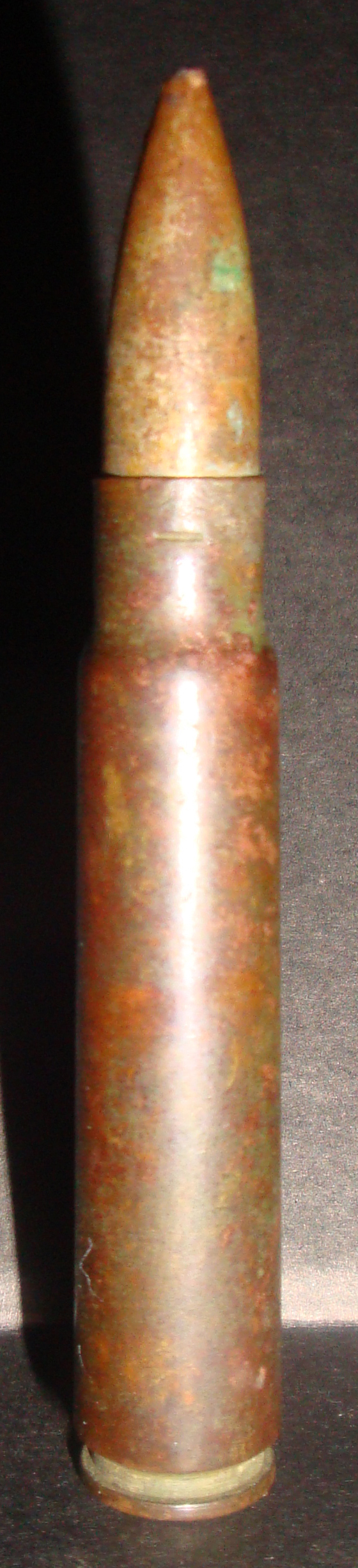
땅에 묻힌 브레다 탄약통

8×59mmRB 브레다(8×59mm Rb Breda)는 이탈리아의 중화기 탄약통이다. 이 탄약통은 리베이티드 림으로 설계된 소수의 탄약통 중 하나라는 점에서 특이하며, 이는 탄약통의 림 직경이 탄약통 몸체보다 작다는 것을 의미한다. 제식명칭의 "Rb"는 "리베이티드 림"을 의미한다.

## 역사와 사용
8×59mmRB 브레다는 이탈리아 왕국 육군이 제2차 세계 대전에서 사용하기 위해 만들어진 구경이다. 이 탄약통은 원래 브레다 M37, 브레다 M38, 피아트-레벨리 모데로 1935와 같은 대공 중기관총에 사용하기 위해 설계되었다. 또한 실험용 파베시 M42 반자동 소총에도 사용되었다. 1935년에 도입되었지만 현재는 생산되지 않는다.
 이탈리아 브레다 기관총이 이탈리아에서 짧은 기간 동안 운용되는 동안 탄약을 제조했다.
 알바니아 제2차 세계 대전 중에 노획한 이탈리아 기관총에 사용하기 위해 제2차 세계 대전 이후 탄약을 제조했다.

## 같이 보기
- 리베이티드 림 탄약통 목록